# Solène Hébert
Pour les articles homonymes, voir Hébert.
Solène Hébert est une actrice française, née le 27 décembre 1990.

## Biographie

### Jeunesse
Solène Hébert est née à Boulogne-Billancourt. Elle a été étudiante au Cours Florent de 2009 à 2011, puis au Studio-théâtre d'Asnières de 2011 à 2013. Elle se marie en mai 2018 avec son compagnon Romain.

### Carrière
Elle débute au cinéma en 2011 dans le film de Jean-Pierre Mocky, Le Mentor où elle tient le rôle principal. Elle obtient ensuite des rôles dans les séries La Nouvelle Maud et Section de recherches.
En 2013, elle est à l'affiche de deux films, Les profs de Pierre-François Martin-Laval et Yves Saint Laurent de Jalil Lespert. Elle joue également dans le téléfilm La disparue du Pyla de Didier Albert.
La même année, elle fait du mannequinat et pose pour les marques Ralph Lauren et Vilebrequin. Elle joue également dans une des publicités pour Nina Ricci.
En 2016, elle tient le rôle-titre de la série Emma.
À partir de 2017, elle intègre la distribution de la série quotidienne de TF1, Demain nous appartient, où elle joue le rôle de Victoire Lazzari, médecin à l'hôpital Saint-Clair.
En 2020, elle interprète Alice Erlanger, dans Léo Matteï, Brigade des mineurs. Elle incarne également le rôle principal de Margaux Vasseur dans la série Grand Hôtel.

## Filmographie

### Cinéma

#### Longs métrages
- 2011 : Le Mentor de Jean-Pierre Mocky : Annette
- 2013 : Les Profs de Pierre-François Martin-Laval : Solène
- 2013 : Yves Saint Laurent de Jalil Lespert : Un mannequin
- 2023 : Pour l'honneur de Philippe Guillard : Emilie

#### Courts métrages
- 2013 : 3 sœurs d'Elina Kechicheva : Macha
- 2013 : This Is The Girl de Julien Carlier

### Télévision
- 2012 : La Nouvelle Maud, série créée par Marc Kressmann, Carine Hazan, Emmanuelle Rey-Magnan et Pascal Fontanille, saison 2 : Chiara Bauchard
- 2013 : Section de recherches, épisode Attraction fatale, réalisé par Éric Le Roux : Justine Sorel
- 2013 : La Disparue du Pyla de Didier Albert : Laura Castel
- 2016 : Emma, série créée par Manon Dillys et Sébastien Le Délézir : Emma Faure
- 2017 - en cours : Demain nous appartient, série créée par Frédéric Chansel, Laure de Colbert, Nicolas Durand-Zouky, Éline Le Fur et Fabienne Lesieur: Victoire Lazzari (épisodes 1 à 681 & 768 à ...)
- 2020 : Léo Matteï, Brigade des mineurs, saison 7, épisodes 3 et 4 : Alice Erlanger
- 2020 : Demain c'est confinement (version comique et confinée de Demain nous appartient) : Victoire Lazzari
- 2020 : Grand Hôtel de Yann Samuell et Jérémy Minui : Margaux Vasseur
- 2025 : Clem, épisode La rando en famille : Héloïse
- 2025 : Alexandra Ehle : Pénélope (saison 6, épisode 2)